# Ornithoschema mallochi
Ornithoschema mallochi är en tvåvingeart som beskrevs av Hardy 1992. Ornithoschema mallochi ingår i släktet Ornithoschema och familjen borrflugor.
Artens utbredningsområde är Guam. Inga underarter finns listade i Catalogue of Life.